# Tango v svilenih coklah
Tango v svilenih coklah (COBISS) je roman Teda Kramolca; izšel je leta 2002 pri Novi reviji. 

## Vsebina
Osrednji lik romana je Slikar, ki je tujec in s tem zaznamovan. Dogaja se v Torontu, kjer Slikar svojo mlado ljubico Allanis odpelje na letališče, saj naj bi odpotovala na obisk k sorodnikom v San Francisco. Slikarja že ob slovesu mučijo dvomi, da ga Allanis zapušča, ki se kasneje potrdijo, saj ugotovi, da se mu je zlagala in odpotovala v Los Angeles. Za njo pošlje detektiva Charlija Couttssa, ki ugotovi, da je postala znana igralka v pornografskih filmih in da živi pri svojem režiserju. Pred svojimi mislimi pobegne v prerijo, kjer ugotovi, da mu tišina omogoča ravno to, pred čimer beži: razmišljanje. Ugotovi, da je ne ljubi več in da je v njem le še poželenje. Ko se vrne domov, ga v stanovanju pričaka videokaseta z Allanisinim priznanjem, da ima neozdravljivo spolno bolezen in mu pojasni vzroke za svoje ravnanje. Po njeni smrti se Slikar preseli v sosednjo stolpnico in na eni od zabav spozna žensko, ki je najbližja njegovemu idealu.